# Nino Muñoz
Nino Muñoz (San Antonio, 4 de julio de 1973) es un fotógrafo chileno-canadiense, conocido por retratar a celebridades y sus colaboraciones editoriales.

## Biografía
Nació en San Antonio el 4 de julio de 1973, y a los 3 años emigró junto a sus padres a Vancouver, Canadá. En 1991, al cumplir los 18 años, se trasladó a Nueva York e inició su carrera como ayudante en una agencia de modelos.
En 1999, Muñoz recibió su primer encargo profesional, fotografiando una historia de moda para la edición británica de Vogue con Gisele Bündchen. Muñoz ha seguido trabajando con Bündchen a lo largo de su carrera y desarrollando una amistad, y ha fotografiado a destacadas estrellas de Hollywood, como por ejemplo Tom Cruise, Hilary Swank, Leonardo DiCaprio, Julianne Moore, Don Cheadle, Adrien Brody, Maggie Gyllenhaal, Sam Rockwell, Jay-Z, Christina Aguilera, Heath Ledger, Beyoncé, Daniel Craig y Jake Gyllenhaal.
Muñoz ha ofrecido su tiempo como voluntario a la organización sin fines de lucro Art of Elysium, y en 2007 colaboró con ellos y con French Connection para presentar una exhibición de sus fotografías, cuyas ganancias fueron a beneficio de Art of Elysium.
En 2008, Muñoz y Bündchen colaboraron para celebrar el 30 aniversario de la revista American Photo. Una selección de fotografías de Muñoz estuvo a la vista en la exhibición "Beauty CULTure" en el Annenberg Space for Photography en Los Ángeles en 2012.
Muñoz es abiertamente gay y vive en Los Ángeles con su esposo, Daniel Jack Lyons. El 5 de julio de 2014 el alcalde de San Antonio, Fernando Rodríguez, le entregó las llaves de la ciudad.